# تاکورا
تاکورا (به اسپانیایی: Volcán Tacora) یک کوه و آتشفشان در شیلی است که در منطقه آریکا و پاریناکوتا واقع شده‌است. تاکورا ۵٬۹۸۰ متر بالاتر از سطح دریا واقع شده‌است.